# Yevgueni Koroliov
Yevgueni Yevguénievich Koroliov (Евге́ний Евге́ньевич Королёв, pron.: yievguiéñi karalióf), transcrito al inglés como Evgeny Korolev, (n. 14 de febrero de 1988 en Moscú, Rusia) es un jugador de tenis kazajo. Se destaca por sus poderosos golpes y en su carrera ha conquistado cinco títulos a nivel challenger y cuatro Futuros. Su mejor posición en el ranking ha sido n.º 50 en octubre de 2009.
En su carrera ha vencido a dos top-ten (Nikolái Davydenko en Marsella 2006 y James Blake en Las Vegas 2007). Es también el primo de la extenista y actual modelo Anna Kúrnikova.

## Títulos (0)

### Finalista en individuales (1)
| Leyenda                   |
| Grand Slam (0)            |
| ATP Wourld Tour Final (0) |
| ATP Masters 1000 (0)      |
| ATP World Tour 500 (0)    |
| ATP World Tour 250 (1)    |

| N.º | Fecha                 | Torneo       | Superficie | Oponente en la final | Resultado |
| --- | --------------------- | ------------ | ---------- | -------------------- | --------- |
| 1.  | 23 de febrero de 2009 | Delray Beach | Dura       | Mardy Fish           | 5-7 3-6   |

### Clasificación en torneos del Grand Slam
| Torneo          | 2010 | 2009 | 2008 | 2007 | 2006 | Títulos |
| --------------- | ---- | ---- | ---- | ---- | ---- | ------- |
| Australian Open | 3r   | 2r   | 2r   | 1r   | -    | 0       |
| Roland Garros   | 1r   | 1r   | 1r   | -    | 2r   | 0       |
| Wimbledon       | 2r   | 1r   | 1r   | 1r   | -    | 0       |
| US Open         | 1r   | 1r   | 2r   | 1r   | -    | 0       |

### Challengers (5)
| N.º | Fecha                    | Torneo     | Superficie    | Oponente en la final | Resultado     |
| --- | ------------------------ | ---------- | ------------- | -------------------- | ------------- |
| 1.  | 31 de octubre de 2005    | Aquisgrán  | Carpeta (I)   | Raemon Sluiter       | 6–3 7–6(7)    |
| 2.  | 4 de septiembre de 2006  | Düsseldorf | Tierra batida | Andreas Vinciguerra  | 7–6(4) 6–3    |
| 3.  | 29 de octubre de 2007    | Aquisgrán  | Carpeta (I)   | Andreas Beck         | 6–4 6–4       |
| 4.  | 27 de octubre de 2008    | Aquisgrán  | Carpeta (I)   | Ruben Bemelmans      | 7-6(5) 7-6(3) |
| 5.  | 14 de septiembre de 2009 | Szczecin   | Tierra batida | Florent Serra        | 6-4 6-3       |